# Бортниково (городской округ Клин)
Бортниково — деревня в Клинском районе Московской области, в составе Городского поселения Клин. Население — 6 чел. (2010). До 2006 года Бортниково входило в состав Спас-Заулковского сельского округа.

## Расположение
Деревня расположена в северной части района, примерно в 17 км к северу от города Клин, у границы с Тверской областью, на безымянном ручье, левом притоке реки Ведома (правый приток реки Дойбицы), высота центра над уровнем моря 163 м. Ближайшие населённые пункты — примыкающее на юге Титково и Захарово в 0,7 км на запад.

## Население
| 2002 | 2006 | 2010 |
| ---- | ---- | ---- |
| 15   | ↘10  | ↘6   |